# Epica (album)
Epica è il sesto album della band power metal statunitense Kamelot, uscito il 4 febbraio 2003.

## Il disco
Quest'album è il primo album dei Kamelot ad essere basato su una storia (si tratta di un concept album) e la maggior parte dei testi è stata scritta prima della musica. L'intero album, assieme al successivo, The Black Halo, trae ispirazione dal celebre Faust di Goethe. Epica sta per racconto epico, ma anche per il centro del nostro universo interiore, delle nostre menti, anime e sogni. È il luogo dove alle domande inspiegabili sulla vita viene data risposta.
Da questo album gli Epica hanno preso ispirazione per il nome del proprio gruppo.

## Trama
- Ariel (Roy Khan):

Ariel è una persona in continua ricerca. Un prominente giovane alchimista. È diventato deluso dall'inadeguatezza della scienza e della religione di rispondere alle sue domande, e cerca la verità universale che nessuna delle due è riuscita a fornirgli. Egli ritiene che questa verità è l'unica cosa che può rendere la sua vita degna di essere vissuta.
- Helena (Mari Youngblood):

Helena e Ariel sono cresciuti insieme, e lei è l'unica persona che Ariel abbia mai veramente amato. Lei rappresenta l'innocenza e tutto ciò che è puro e buono.
- Mephisto (Roy Khan):

Mephisto è l'arcangelo che più ha amato Dio. Così, quando Dio ordinò a tutti gli angeli di inchinarsi di fronte all'umanità, Mephisto rifiutò, proclamando che la sua fedeltà andava a Dio solo. Per questo è stato scacciato dal paradiso. Egli appare in molte forme e non è mai abbastanza ciò che vi aspettereste - razionale e sofisticato, difficile ed ingannevole. Egli anela disperetamente ad essere con Dio ancora una volta - ed è questo che mette in movimento gli eventi di Epica.

### Prologue
Sulla base del "Prologo in cielo" dal Faust di Goethe, Mephisto e Dio fanno una scommessa: se Mephisto riesce a rivendicare l'anima di Ariel, l'uomo preferito da Dio, allora gli sarà permesso di rientrare in paradiso. Ma se non riesce nell'intento deve essere condannato all'inferno per sempre. Musicalmente ci è dato da sentire scorci sparsi degli eventi a venire, attraverso frammenti distorti di testi, accompagnati da un irregolare insieme di strumenti a corde. Con estrema attenzione, si può scorgere tra la musica la frase "Everything you see or seem is nothing but a dream inside a dream" (cit da E.A.Poe)

### Center of the Universe
Siamo introdotti nella costante ricerca di Ariel. Egli suppone che, ad un certo punto, sul punto di morte, qualcuno deve sapere la verità che ha cercato. Senza quella verità, si sente solo nella sua patria - il centro del suo universo. Un momento di calma entra nella furiosa mente di Ariel (rappresentata musicalmente da un duetto melodico), in cui egli decide che, dopo aver esaurito ogni vena di conoscenza della sua terra natale, le risposte devono essere altrove.

### Farewell
Ariel dice addio alla sua vecchia vita. Egli brucia tutti i ponti ed i legami con chiunque abbia mai conosciuto - tra cui Helena. Infine, egli rifiuta Dio, che è apparentemente in grado di risolvere le questioni e le afflizioni della condizione umana. Desideroso di iniziare la sua ricerca, si imbarca sulla successiva nave disponibile e salpa attraverso l'oceano, per non tornare mai più.

### Interlude I - Opiate Soul
Questo interludio segna il passaggio del tempo, e di come Ariel trascorre molti anni attraversando il mondo alla ricerca della verità.

### The Edge of Paradise
Con niente in mano, dopo anni di viaggi infruttuosi, Ariel si è rivolto verso l'occulto e le droghe allucinogene (rappresentate dalla lentezza, la voce tortuosa, ed esotiche e arabescate melodie), alla quale ha sviluppato una dipendenza. Sotto l'influenza di queste pratiche, egli ha una breve visione di Mephisto, senza sapere però, ancora nulla dell'angelo caduto o della sua divina scommessa. Ariel si rende conto che il suo attuale stile di vita non lo porterà alla grande risposta, che egli desidera più che mai.

### Wander
Nella disperazione, Ariel abbandona la sua ricerca e vaga, solo e senza meta, attraverso il deserto dell'inverno (la stagione in cui il resto di questo racconto avrà luogo). Lui si ricorda di Helena, desideroso di tornare ancora una volta alla giovinezza che avevano trascorso insieme.

### Interlude II
Questo lento, morbido interludio strumentale definisce le ore più buie di Ariel, in cui egli si appresta ad assumere la propria vita. Ma Mephisto, non ha ancora vinto la sua scommessa, ed ha altri piani.

### Descendent of the Archangel
Bagnato di un alone di luce lunare, Mephisto scende in gloria angelica ad Ariel. Questo è rappresentato musicalmente attraverso un'ossessionante apertura di sassofono trafitta da semplicistici accordi di tastiera. Si presenta ad Ariel, e propone un patto: lui servirà Ariel durante tutta la sua vita, esaudirà tutti i suoi desideri, e gli concederà ogni sorta di potere di questo mondo - a condizione che, quando Ariel morirà, Mephisto manterrà la sua anima. Anche se l'offerta è allettante, Ariel è inizialmente diffidente.

### Interlude III - At the Banquet
Ariel si trova improvvisamente trasportato nel glorioso castello di Mephisto, dove l'angelo caduto ha organizzato una festa in suo onore. Lo stato d'animo di baldoria è impostato attraverso il ritmo allegro di come Mephisto fa il suo ingresso nella sala del banchetto.

### A Feast for the Vain
Ariel gode di una notte di gola, baldoria e piacevole compagnia a portata di mano di Mephisto. Ammutolito e sopraffatto dallo splendore e la gloria (musicalmente mostrati attraverso progressioni simili al Waltzer). L'ultimo dei suoi dubbi è scomparso, egli accetta l'amicizia di Mephisto ed i consensi del suo contratto - con una modifica: se Ariel non proverà mai un momento in cui è così soddisfatto da sperare di rimanere lì per sempre, solo allora Mephisto potrà reclamare la sua anima. Mephisto accetta a malincuore questo contratto.

### On the Coldest Winter Night
Lasciando il castello di Mephisto, Ariel incontra in mezzo alle persone Helena, che, a sua insaputa, lo ha cercato per tutti questi anni. Un basso acustico in movimento ritrae il calore e l'amore che rimane ancora vivo tra i due, anche dopo tutti quegli anni di distanza. I due amanti si tengono vicini l'un l'altro nella città vicina, passando insieme la notte più fredda dell'inverno. Durante questa notte, Helena concepisce il bambino di Ariel - anche se nessuno dei due n'è a conoscenza.

### Lost & Damned
Dopo essere rimasto nella città con Helena per un po', Ariel decide che con il nuovo potere che Mephisto gli ha donato, è il momento di proseguire la sua ricerca. Ma lui non è disposto a sottoporre la pura e buona Helena alle difficoltà del suo viaggio e ai seducenti modi di Mephisto, e anche se lui la ama, ritiene più preziose le risposte, piuttosto che il legame che condividono. "Love means nothing to me - If there is a higher place to be" (L'amore non significa niente per me, se c'è un luogo più in alto da raggiungere). Così, anche se lui ama ancora Helena ed Helena soltanto, lui la lascia. La discordia tra i due è interpretata da un veloce ritmo di batteria scandita da più lenti accordi di tastiera.

### Helena's Theme
Affranta, Helena, giura che amerà Ariel anche nella morte, e annega se stessa - e, per estensione, il bambino nel suo grembo - nel vicino fiume. Alla preghiera dello Spirito del Fiume, sia Helena che il nascituro ("Alena") ascendono al cielo.

### Interlude IV - Dawn
Al sorgere dell'alba, il banditore annuncia le azioni di Helena della notte precedente. Il suo corpo è stato trovato nel fiume, e ha scoperto di essere incinta.

### The Mourning After (Carry On)
In un sogno Ariel è testimone della duplice morte. Il suo timore è confermato dal banditore. Lui è sconvolto e sconcertato, sia per la morte di Helena, che per quella del bambino di cui non era a conoscenza. Sopraffatto dalla perdita e dalla solitudine, lui si addolora per Helena. Eppure, egli sa che deve continuare nella sua ricerca. Dopotutto, se non lo fa, per cosa sarebbe morta Helena? Sarebbe un disonore alla sua memoria non svolgere il compito per il quale l'ha costretta a togliersi la vita.

### III Ways to Epica
Mephisto incoraggia Ariel a continuare la sua ricerca, e razionalizza la morte di Helena ad "un costo di giocare con il fuoco". Chiede la fiducia di Ariel e lo rimprovera per il suo dolore, proclamando tutte le emozione umane, che sono nate dalla passione, in ultima analisi, distruttiva. Helena, ora in cielo, dichiara che l'amore è l'unica cosa che l'uomo può veramente conoscere, e che, contro di essa, le forze delle tenebre non potranno mai prevalere. Ariel, in preda alla disperazione, dà la colpa a Dio per il suo dolore. Il suo senso di colpa per il ruolo svolto nella morte di Helena lo consuma, e si sente al di sopra della redenzione.
Qui termina la storia di Epica, anche se ci sono due tracce bonus, il racconto di Ariel prosegue in "The Black Halo".
Il nome di quest'album ha anche dato l'ispirazione alla band symphonic metal Epica per il loro stesso nome.

## Tracce
1. Prologue – 1:07
2. Center of the Universe – 5:26
3. Farewell – 3:41
4. Interlude I - Opiate Soul – 1:10
5. The Edge of Paradise – 4:09
6. Wander – 4:24
7. Interlude II - Omen – 0:40
8. Descent of the Archangel – 4:35
9. Interlude III - At the Banquet – 0:30
10. A Feast for the Vain – 3:57
11. On the Coldest Winter Night – 4:03
12. Lost & Damned – 4:55
13. Helena's Theme – 1:51
14. Interlude IV - Dawn – 0:27
15. The Mourning After (Carry On) – 4:59
16. III Ways to Epica – 6:16

Tracce bonus nell'edizione giapponese
1. Snow
2. Like the Shadows

## Formazione
- Roy Khan - voce
- Thomas Youngblood - chitarra
- Glenn Barry - basso
- Casey Grillo - batteria

## Ospiti
- Luca Turilli - assolo di chitarra in Descent of the Archangel